# Calcutta
Calcutta es uno de los seis ressorts, o en neerlandés ressorten, en los que se divide el distrito de Saramacca en Surinam.
Limita al norte con Wayamboweg, al este con Tijgerkreek y Kampong Baroe, al sur con el distrito de Para, y al oeste con el distrito de Coronie
En 2004, Calcutta, según cifras de la Oficina Central de Asuntos Civiles tenía 1.918 habitantes.